# Raja Rao
ರಾಜಾ ರಾವ್
Œuvres principales
- Kanthapura (1938)
- The Serpent and the Rope (1960)

Raja Rao (kannada : ರಾಜಾ ರಾವ್), né le 8 novembre 1908 à Hassan et mort le 8 juillet 2006 à Austin, est un écrivain indo-américain d'expression anglaise dont les écrits, principalement des romans et des nouvelles, s'enracinent dans la métaphysique indienne. 
Publié en 1960, son roman d'inspiration autobiographique Le serpent et la corde (The Serpent and the Rope) raconte sa quête spirituelle de vérité à cheval entre l'Inde et l'Europe. Le livre obtient le Prix de l'Académie nationale des lettres de l'Inde (Sahitya Akademi Award) en 1963 et l'établit comme l'un des meilleurs prosateurs indiens de langue anglaise. Rao reçoit en 1988 le Neustadt International Prize for Literature pour l'ensemble de son œuvre littéraire, laquelle est considérée comme l'une des plus remarquables contributions à la littérature indienne de langue anglaise ainsi qu'à la littérature mondiale.

## Biographie

### Jeunesse
Rao naît le 8 novembre 1908 à Hassan, dans l'État princier de Mysore (situé aujourd'hui dans l'État du Karnataka, dans le Sud de l'Inde) au sein d'une famille brahmane. Il est l'aîné d'une fratrie de neuf, comptant sept sœurs et un frère, Yogeshwara Ananda. Son père, H.V. Krishnaswamy, enseigne le kannada (langue principale du Karnataka) et les mathématiques au Nizam College (en) de Hyderabad. Sa mère, Gauramma, meurt lorsqu'il a à peine quatre ans, une expérience qui marquera durablement l'enfant et refera surface dans ses écrits.
Rao fait ses études à la Madrassa-e-Aliya (en), une école musulmane de Hyderabad, puis, à compter de 1927, au Nizam College, où il se lie d'amitié avec Ahmad Ali et commence son apprentissage du français. Il passe ensuite à l'université de Madras et y obtient une double majeure en anglais et en histoire. Le gouvernement de Hyderabad lui décerne en 1929 sa bourse d'études asiatique, qui lui permet d'aller étudier à l'étranger.
Rao se rend à l'université de Montpellier en France pour y étudier la langue et la littérature françaises avant d'effectuer des recherches à la Sorbonne sur l'influence de l'Inde sur la littérature irlandaise. En 1931, il épouse Camille Mouly, enseignante de français à Montpellier; leur union durera jusqu'en 1939. Il s'appuiera sur cette expérience pour mettre en scène l'étiolement d'un mariage dans son roman Le serpent et la corde, plusieurs années plus tard.
C'est à cette époque que Rao publie ses premières nouvelles, en français comme en anglais. Entre 1931 et 1932, il rédige quatre articles en kannada pour l'influent magazine Jaya Karnataka.

## Œuvre

### Romans
- Kanthapura (1938)
- The Serpent and the Rope (1960)
- The Cat and Shakespeare: A Tale of India (1965)
- Comrade Kirillov (1976)
- The Chessmaster and His Moves (1988)

### Recueils de nouvelles
- The Cow of the Barricades (1947)
- The Policeman and the Rose (1978)
- On the Ganga Ghat (1989)

### Essais
- Changing India: An Anthology (1939)
- Tomorrow (1943–44)
- Whither India? (1948)
- The Meaning of India (1996)
- The Great Indian Way: A Life of Mahatma Gandhi (1998)

## Prix et distinctions
- Prix de l'Académie nationale des lettres de l'Inde (langue anglaise) (en) (1963)
- Padma Bhushan (1969)
- Neustadt International Prize for Literature (1988)
- Padma Vibhushan (2007)